# José Pedro Pozzi
José Pedro Pozzi, S.D.B. (Vimercate, 12 de julio de 1925 – General Roca , 26 de noviembre de 2017) fue un prelado católico ítaloargentino, obispo de la Diócesis de Alto Valle del Río Negro desde el 22 de julio de 1993 hasta 19 de marzo de 2003. 
Giuseppe Pietro Pozzise unió a los Salesianos y fue ordenado sacerdote en Córdoba el 25 de noviembre de 1951, de manos del arzobispo de Córdoba, Fermín Laffitte. El 22 de julio de 1993 el papa San Juan Pablo II lo eligió obispo de la  Diócesis de Alto Valle del Río Negro, cargo que ocupó hasta su jubilación en 2003.